# Уэйлс (аэропорт, Аляска)
Аэропорт Уэльс (англ. Wales Airport), (ИАТА: WAA, ИКАО: PAIW, FAA LID: IWK) — государственный гражданский аэропорт, расположенный в двух километрах к северо-западу от центрального делового района города Уэйлс (Аляска), США.

## Операционная деятельность
Аэропорт Уэйлс расположен на высоте 7 метров над уровнем моря и эксплуатирует одну взлётно-посадочную полосу:
- 18/36 размерами 1219 x 23 метров с гравийным покрытием.